# Maść z jodkiem potasowym
Maść z jodkiem potasu (łac. Kalii iodati unguentum, syn. Unguentum Kalii jodati, syn. maść z jodkiem potasowym) – preparat galenowy do użytku zewnętrznego, sporządzany według przepisu farmakopealnego w zakresie receptury aptecznej. W Polsce na stan obecny (2024) skład określa Farmakopea Polska XIII.
Maść typu emulsji (wemulgowany w podłoże roztwór substancji), wykazująca działanie przeciwzapalne, przeciwobrzękowe oraz miejscowo redukujące. Stosowana w leczeniu tępych urazów, naciągnięciu mięśni i więzadeł, obrzęków zapalnych i limfatycznych, a także w terapii jodowej.
Skład i przygotowanie.
Kalium jodatum       10 cz.   (jodek potasu)
Natrium thiosulfuricum       0,2 cz.   (tiosiarczan sodu)
Aqua purificata     8 cz.   (woda oczyszczona)
Adeps suillus   82 cz.  (smalec wieprzowy farmaceutyczny)
Jodek potasu i tiosiarczan sodu rozpuszcza się w wodzie i dodaje stopniowo do tłuszczu wieprzowego, mieszając do uzyskania jednolitej masy.
Jeżeli dodatkowo zapisano do maści z jodkiem potasowym wolny jod pierwiastkowy, sporządza się bez dodatku tiosiarczanu sodu.
Maść z jodkiem potasowym należy przechowywać w miejscu chłodnym (2–8°C), chroniąc od światła.